# The Magic Numbers
I The Magic Numbers si formano a Londra per iniziativa dal cantante e multistrumentista Romeo Stodart, nato e cresciuto nell'isola di Trinidad ma trasferitosi coi genitori prima a New York e poi a Londra: nella capitale inglese il leader incontra il batterista Sean Gannon, col quale inizia a gettare le basi di quello che diventerà poi il suo gruppo. Ai due, in seguito, si aggiungeranno le rispettive sorelle Michele Stodart al basso e Angela Gannon alla melodica e alle percussioni. Il loro album di debutto, pubblicato nell'agosto del 2005, si intitola THE MAGIC NUMBERS.
I Magic Numbers registrano subito dopo un secondo disco, cogliendo l'onda della buona accoglienza ricevuta con il primo: THOSE THE BROKES esce a fine 2006; in seguito la band va in tour, aprendo i concerti di Damien Rice, compreso quello italiano del marzo 2007.

## Discografia
THE MAGIC NUMBERS 2005 Heavenly/EMI
THOSE THE BROKES 2006 Heavenly/EMI

### Album
- The Magic Numbers (13 giugno 2005) (Heavenly in UK, EMI in USA) (#7 in UK)
- Those the Brokes (6 novembre 2006) (Heavenly in UK, EMI in USA) (#11 in UK)
- Runaway (26 luglio 2010)

### Singoli
- Forever Lost (23 maggio 2005) (#15 in UK)
- Love Me Like You (8 agosto 2005) (#12 in UK)
- Love's a Game (24 ottobre 2005) (#24 in UK)
- I See You, You See Me (16 gennaio 2006) (#20 in UK)
- Take a Chance (23 ottobre 2006) (#16 in UK)
- This Is a Song (19 febbraio 2007) (#36 in UK)